# Richard Fell
 (mars 2021).
Si vous disposez d'ouvrages ou d'articles de référence ou si vous connaissez des sites web de qualité traitant du thème abordé ici, merci de compléter l'article en donnant les références utiles à sa vérifiabilité et en les liant à la section « Notes et références ».
Richard Taylor Fell est un diplomate britannique né le 11 novembre 1948, décoré de l'Ordre royal de Victoria au grade de commandeur.
Il a aussi été jusqu'en avril 2006 le haut commissaire britannique en Nouvelle-Zélande et le gouverneur colonial des îles de Pitcairn, de Henderson, de Ducie et d'Oeno (seul Pitcairn est habité).

## Biographie
Il a rejoint le bureau des Affaires étrangères et du Commonwealth (FCO) en 1971, après un master à l'institut des études du Commonwealth, à Londres, dans le département sud-asiatique. Son premier poste international était un travail de deux ans à Ottawa, Canada, en tant que 3e secrétaire. Après, il a servi à Saïgon (1974-1975, en tant que 2e secrétaire), Vientiane (1975, poste provisoire), Hanoï (1979, comme Chargé d'Affaires), Bruxelles (1979-1983, en tant que 1er secrétaire avec la délégation du Royaume-Uni auprès l'OTAN), Kuala Lumpur (1983-1986, comme chef de la chancellerie), et Ottawa (1989-1993, comme conseiller économique et commercial). Il fut ensuite chef de mission à Bangkok (1993-1996), et Consul-Général à Toronto en 2000.